# هاينس شنايدر
هاينس شنايدر (بالألمانية: Hannes Schneider)‏ هو متزحلق جبال الألب وممثل نمساوي، ولد في 24 يونيو 1890 في النمسا، وتوفي في 26 أبريل 1955 في الولايات المتحدة.

## وصلات خارجية
- هاينس شنايدر على موقع IMDb (الإنجليزية)
- هاينس شنايدر على موقع الموسوعة البريطانية (الإنجليزية)
- هاينس شنايدر على موقع مونزينجر (الألمانية)
- هاينس شنايدر على موقع كينوبويسك (الروسية)